# Saint-Mards-de-Fresne
Saint-Mards-de-Fresne är en kommun i departementet Eure i regionen Normandie i norra Frankrike. Kommunen ligger i kantonen Thiberville som tillhör arrondissementet Bernay. År 2022 hade Saint-Mards-de-Fresne 344 invånare.

## Befolkningsutveckling
Antalet invånare i kommunen Saint-Mards-de-Fresne
Referens:INSEE